# Liste der Kunstwerke im öffentlichen Raum in Graz/Andritz
Diese Liste der Kunstwerke im öffentlichen Raum in Graz/Andritz enthält die auf „OFFSITE_GRAZ“ (Oeffentliche Kunst seit fuenfundvierzig) gelisteten permanenten Kunstwerke im öffentlichen Raum (Public Art) im Grazer Stadtbezirk Andritz. OFFSITE_GRAZ wurde im Auftrag der Stadt Graz, in Koordination mit dem Kulturamt, entwickelt und umfasst einen Zeitraum bis 2011.

## Profane Kunstwerke
| Foto |                 | Name                        | Typ     | Standort                                                                                                  | Künstler     | Datierung | Beschreibung | Metadaten         |
| ---- | --------------- | --------------------------- | ------- | --- | ------------ | --------- | ------------ | ----------------- |
| ja   | Datei hochladen | Trink-Brunnen ID: 1266      |         | Grazer Straße 34e Standort                                                                                | Oskar Pfob   | 1973      |              | Standort: Andritz |
| ja   | Datei hochladen | Fassadengestaltung ID: 1051 |         | Hans-Auer-Gasse 2a, 2b Standort                                                                           | Hans Jandl   |           |              | Standort: Andritz |
| BW   | Datei hochladen | Drachen ID: 1249            |         | Ausbildungszentrum für behinderte Jugendliche Graz-Andritz, Werkstättengebäude, Hoffeldstraße 20 Standort | Fritz Panzer | 1985      |              | Standort: Andritz |
| ja   | Datei hochladen | Krieger-Denkmal ID: 1304    | Denkmal | St. Veiter Straße 86 Standort                                                                             | August Raidl | 1964      |              | Standort: Andritz |

## Sakrale Kunstwerke
| Foto |                 | Name                                                                                            | Typ | Standort                                                           | Künstler          | Datierung | Beschreibung | Metadaten         |
| ---- | --------------- | ----------------------------------------------------------------------------------------------- | --- | ------------------------------------------------------------------ | ----------------- | --------- | ------------ | ----------------- |
| BW   | Datei hochladen | Sakramente, Kreuzmotiv ID: 1120 HERIS-ID: 97623 Objekt-ID: 113433                               |     | Evangelische Johanneskirche in Andritz, Geißlergasse 7 Standort    | Renate Maak       | 1980/90   |              | Standort: Andritz |
| ja   | Datei hochladen | Hl. Maria ID: 1254 HERIS-ID: 51423 Objekt-ID: 57067                                             |     | Heilige Familie in Andritz, Haberlandtweg 17 Standort              | Josef Papst       | 1959/60   |              | Standort: Andritz |
| ja   | Datei hochladen | Weihnachtskrippe ID: 1255 HERIS-ID: 51423 Objekt-ID: 57067                                      |     | Heilige Familie in Andritz, Haberlandtweg 17 Standort              | Josef Papst       | 1962/63   |              | Standort: Andritz |
| ja   | Datei hochladen | Torflügel (Haupt- und Nebenportal), Kreuzigungsgruppe ID: 1364 HERIS-ID: 51423 Objekt-ID: 57067 |     | Heilige Familie in Andritz, Haberlandtweg 17 Standort              | Alexander Silveri | 1959/60   |              | Standort: Andritz |
| ja   | Datei hochladen | Purpur-Webebaldachin über dem Hauptaltar ID: 1363 HERIS-ID: 51423 Objekt-ID: 57067              |     | Heilige Familie in Andritz, Haberlandtweg 17 Standort              | Gunhild Silveri   | 1960      |              | Standort: Andritz |
| ja   | Datei hochladen | Hl. Familie ID: 1514 HERIS-ID: 51423 Objekt-ID: 57067                                           |     | Heilige Familie in Andritz, Haberlandtweg 17 Standort              | Hans Wolf         | 1949      |              | Standort: Andritz |
| ja   | Datei hochladen | Leben Christi ID: 901 HERIS-ID: 51423 Objekt-ID: 57067                                          |     | Heilige Familie in Andritz, Südseite, Haberlandtweg 17 Standort    | Franz Deed        | 1960      |              | Standort: Andritz |
| ja   | Datei hochladen | Tanzender Christus ID: 930                                                                      |     | Friedhof St. Veit, Aufbahrungshalle, St. Veiter Straße 86 Standort | Josef Fink        | 1990      |              | Standort: Andritz |

## Quelle
- OFFSITE_GRAZ. Oeffentliche Kunst seit fuenfundvierzig. Abgerufen am 11. März 2018.